# La Croisille-sur-Briance
 La Croisille-sur-Briance  (en occitano La Crosilha) es una población y comuna francesa, situada en la región de Lemosín, departamento de Alto Vienne, en el distrito de Limoges y cantón de Châteauneuf-la-Forêt.

## Demografía
| 1302 | 1138 | 1025 | 815 | 701 | 700 | 707 |
| Para los censos de 1962 a 1999 la población legal corresponde a la población sin duplicidades (Fuente: INSEE [Consultar]) |      |      |     |     |     |     |